# おだわら看護専門学校
おだわら看護専門学校（おだわらかんごせんもんがっこう、英称：Odawara Nursing Professional Training College）は、神奈川県小田原市久野にある。3年制の看護学科を持つ専門学校である。

## 概要
一般社団法人小田原医師会が、1994年に開設した看護学校。小田原市内に4つある看護師の人材養成教育機関の一つである。文科省付与の学校コードは「H114320600048」。2012年に神奈川県（神奈川県における看護教育のあり方検討会）による准看護師養成廃止施策を受け、2校ある本会傘下にあった「小田原看護専門学校」（准看護師養成・准看護師から正看護師への養成）を閉校し、3年制の正看護師を養成する『小田原高等看護専門学校』を母体として2017年におだわら看護専門学校を開校した。

## 沿革
- 1964年（昭和39年）4月 - 源流となる「小田原医師会准看護学院」（准看護学科）が開校。
- 1971年（昭和46年）夜間定時制の看護学科（2年課程）を増設、併せて「小田原医師会衛生学院」と改称。
- 1980年（昭和55年）4月 - 専修学校の認可、併せて「小田原看護専門学校」と改称。
- 1993年（平成05年）12月 - 小田原高等看護専門学校の校舎完成。[3]
- 1994年（平成06年）4月 - 前身となる『小田原高等看護専門学校』（3年課程・全日）が開校。
- 1996年（平成08年）12月4日 - 専門士の称号が付与できる専修学校の専門課程として認可。
- 2002年（平成14年）3月 - 保健師助産師看護師法の施行（旧保健婦助産婦看護婦法）により男女ともに「看護師」という名称に統一。
- 2014年（平成26年）4月 - 創立20周年を迎える。現在地に校舎移転。
- 2017年（平成29年）4月 - おだわら看護専門学校が開校、併せて定員を一学年40名から80名に増員。[4]
- 2018年（平成30年）3月31日 - 「小田原看護専門学校」を閉校。[5]
- 2018年（平成30年）4月 - 厚労省「専門実践教育訓練給付金制度」の対象講座（社会人(就労経験者)）として再指定。
- 2020年（令和02年）4月 - 高等教育無償化認定校の認定。

## 設置学科
- 医療専門課程　看護学科 （3年制）

## 取得できる資格・免許状
- 看護師 国家試験受験資格
- 保健師・助産師の養成機関受験資格
- 養護教諭免許一種の養成機関（看護系）受験資格
- 専門士（医療専門課程）の称号[6]
- 大学編入学受験資格（取得単位の置き換え）

## 学内奨学金
- 調査中

但し、高等教育無償化認定校制度、専門実践教育訓練給付金制度、 日本看護協会、各病院奨学金や地方自治体など学外の就学資金支援制度（奨学金の給付/貸与）もあり。要確認。